# 傅鑑
傅鑑，藤縣人，明朝政治人物、廣西解元出身。
天順鄉書第一，知欽州，調靖州，進階四品。著有藤縣志。